# Gustave Doret
Gustave Vincent-Charles Doret (ur. 20 września 1866 w Aigle, zm. 19 kwietnia 1943 w Lozannie) – szwajcarski kompozytor i dyrygent.

## Życiorys
Podstawy edukacji muzycznej odebrał w Lozannie, w latach 1885–1887 był uczniem Josepha Joachima w Berlinie. Następnie studiował w Konserwatorium Paryskim u Armanda Marsicka (skrzypce) oraz Jules’a Masseneta i Théodore’a Dubois (kompozycja). W latach 1893–1895 prowadził w Paryżu Concerts d’Harcourt oraz Société Nationale de Musique, z którą w 1894 roku dokonał prawykonania Popołudnia fauna Claude’a Debussy’ego. Od 1907 do 1909 roku był pierwszym dyrygentem Opéra-Comique. Jako dyrygent występował gościnnie w Rzymie, Londynie i Amsterdamie. Od 1914 roku przebywał na stałe w Szwajcarii, angażując się w rozwój rodzimego życia muzycznego i pisząc krytyki muzyczne. Otrzymał order kawalera Legii Honorowej (1913) oraz doktorat honoris causa Uniwersytetu w Lozannie.
Tworzył głównie muzykę wokalną. W swoich operach i widowiskach muzycznych, o charakterze popularnym, odwoływał się do tradycji rodzinnego kantonu Vaud. Opublikował prace Musique et musiciens (1915), Lettres à ma nièce sur la musique en Suisse (1919), Pour notre independence musicale (1920), Temps et contretemps (1942).

## Ważniejsze dzieła
(na podstawie materiałów źródłowych)

### Opery
- Maedeli (1901)
- Les Armaillis (wyst. Paryż 1906, wersja zrewid. wyst. Paryż 1930)
- Le Nain du Hasli (wyst. Genewa 1908)
- legenda dramatyczna Loÿs (wyst. Vevey 1912)
- La Tisseuse d’Orties (wyst. Paryż 1926)

### Utwory wokalno-instrumentalne
- kantata Voix de la Patrie (1891)
- oratorium Les Sept Paroles du Christ (1895)
- La Fête des vignerons (1905)